# سرپین
سرپین (انگلیسی: Serpin) گروه مختلفی از پروتئینها هستند که آنزیم سرین پروتئاز را مهار می‌کنند مانند آنتی‌ترومبین و آلفا یک آنتی‌تریپسین..
آنزیم‌های سرین پروتئاز گروهی از آنزیم‌هایند که پروتئینها را در محل اسیدآمینه سرین تجزیه می‌کنند. این آنزیمها در جانداران یافت می‌شوند و بسیار متنوعند مانند کیموتریپسین، تریپسین و الاستاز.